# جيب مستعرض
الجيب المستعرض (بالإنجليزية: Transverse sinus)‏ يُوجد جيب مستعرض أيمن وأيسر في رأس الإنسان، وتكون منطقتين أسفل الدماغ تسمح للدم بالانزياح من مؤخرة الرأس. تسير الجيوب المستعرضة جانبيًا في التلم على طول السطح الداخلي للعظم القذالي. تعمل على إزاحة الدم من المقرن الجيبي (بواسطة الناشزة القذالية الداخلية) نحو الجيب السيني التي تتصل في النهاية مع الوريد الوداجي الباطن.